# تورای برگز
تورای برگز (انگلیسی: Torraye Braggs؛ زادهٔ ۱۵ مهٔ ۱۹۷۶) بازیکن بسکتبال اهل ایالات متحده آمریکا است.
از باشگاه‌هایی که در آن بازی کرده‌است می‌توان به هیوستون راکتس اشاره کرد.